# Soukaina Atanane
Soukaina Atanane (* 28. Juni 1994) ist eine marokkanische Leichtathletin, die sich auf den Langstreckenlauf spezialisiert hat.

## Sportliche Laufbahn
Erste Erfahrungen bei internationalen Meisterschaften sammelte Soukaina Atanane bei den Crosslauf-Weltmeisterschaften 2011 in Punta Umbría, bei denen sie nach 22:06 min auf den 64. Platz im U20-Rennen gelangte. Zwei Jahre darauf gelangte sie bei den Crosslauf-Weltmeisterschaften 2013 in Bydgoszcz nach 21:08 min auf den 58. Platz im U20-Rennen und 2017 gewann sie bei den Arabischen Meisterschaften in Radés in 17:05,23 min die Silbermedaille im 5000-Meter-Lauf hinter Alia Saeed Mohammed aus den Vereinigten Arabischen Emiraten. Anschließen siegte sie in 16:00,36 min über diese Distanz bei den Spielen der Frankophonie in Abidjan. Im Jahr darauf belegte sie bei den Mittelmeerspielen in Tarragona in 16:12,80 min den fünften Platz und 2023 siegte sie in 35:36,05 min im 10.000-Meter-Lauf bei den Arabischen Meisterschaften in Marrakesch. Kurz darauf gewann sie bei den Panarabischen Spielen in Algier in 15:34,53 min die Silbermedaille über 5000 Meter hinter der Bahrainerin Bontu Rebitu und auch über 10.000 Meter musste sie sich in 32:37,42 min nur der Bahrainerin geschlagen geben.

## Persönliche Bestleistungen
- 1500 Meter: 4:17,79 min, 21. Mai 2017 in Cergy-Pontoise
- 3000 Meter: 9:26,04 min, 6. Mai 2018 in Nancy
- 5000 Meter: 15:23,68 min, 18. Mai 2023 in Nerja
- 10.000 Meter: 32:37,42 min, 6. Juli 2023 in Algier
- Halbmarathon: 1:10:57 h, 30. April 2023 in Rabat